# Винтерзинген
Винтерзинген (нем. Wintersingen) — коммуна в Швейцарии, в кантоне Базель-Ланд. 
Входит в состав округа Зиссах. Население составляет 619 человек (на 31 декабря 2007 года). Официальный код  —  2866.